# Pristomerus procerus
Pristomerus procerus är en stekelart som beskrevs av Bourquin 1939. Pristomerus procerus ingår i släktet Pristomerus och familjen brokparasitsteklar. Inga underarter finns listade i Catalogue of Life.